# Hemerobius reconditus
Hemerobius reconditus är en insektsart som beskrevs av Longinos Navás 1914. 
Hemerobius reconditus ingår i släktet Hemerobius och familjen florsländor. Inga underarter finns listade i Catalogue of Life.